# شاهدخت مارتا
شاهدخت مارتا همچنین شناخته شده به عنوان پرنسس مارتا (Märtha Sofia Lovisa Dagmar Thyra؛ ۲۸ مارس 1901 – ۵ آوریل ۱۹۵۴) همسر پادشاه اولاف پنجم نروژ در سال ۱۹۲۹ تا زمان مرگش در ۱۹۵۴ بود. پادشاه فعلی، هارالد پنجم نروژ که در حال حکومت است، تنها پسرش است. مارتا همچنین خاله بودوئین از بلژیک و آلبرت دوم بلژیک بود.

## اوایل زندگی

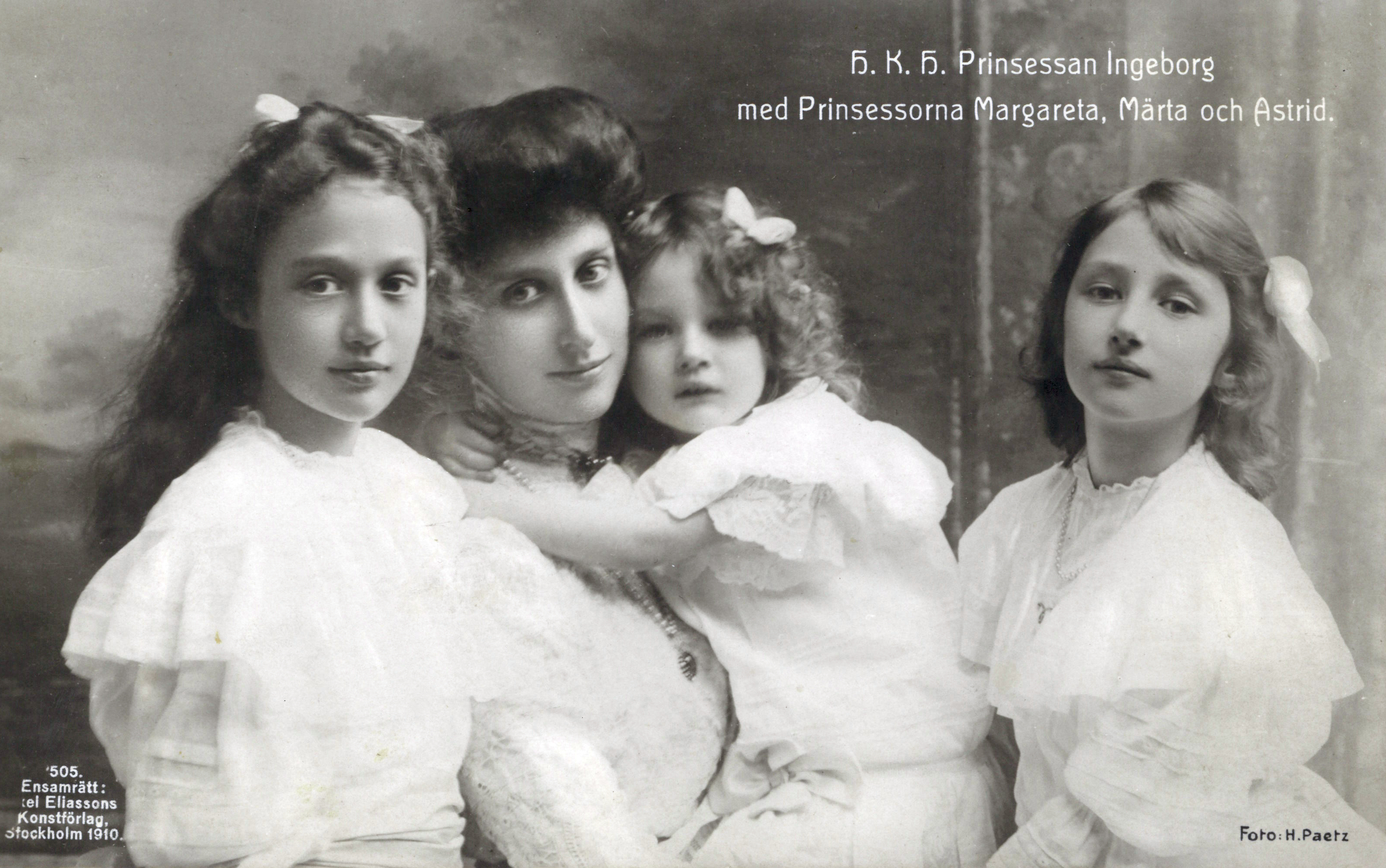
مارتا (راست) با مادر و خواهرانش

مارتا در استکهلم در ۲۸ مارس ۱۹۰۱ زاده شد. وی فرزند دوم شاهزاده کارل سوئد بود و پدرش برادر کوچکتر پادشاه گوستاو پنجم سوئد بود و مادرش خواهر کوچکتر پادشاه کریستیان دهم دانمارک و پادشاه هاکون هفتم نروژ بود.